# Catedral del Espíritu Santo (Hradec Králové)
La Catedral del Espíritu Santo o simplemente Catedral de Hradec Králové (en checo: Katedrála Svatého Ducha) es la iglesia principal de la diócesis de Hradec Králové en la República Checa y también la sede del actual obispo de la Diócesis Jan Vokál. Es una basílica de ladrillo de estilo gótico tardío con dos torres, que se encuentra en la esquina suroeste de la Gran Plaza en Hradec Králové.
El acta de constitución de la construcción de la iglesia no se conserva, por lo que hay espacio para una amplia gama de teorías, sobre cuándo la construcción de la iglesia pudo comenzar realmente. La historia de la catedral se describe tradicionalmente como iniciada por Isabel Richeza de Polonia, esposa del rey Wenceslao II y más tarde el rey Rodolfo de Habsburgo en 1307. Isabel recibió una dote  incluyendo Hradec Králové después de la muerte de Rodolfo en 1307. Ella eligió a Hradec Králové como su ciudad de residencia entre 1308 y 1318, y por esta razón el comienzo de la iglesia está conectado con su nombre. 

## Véase también

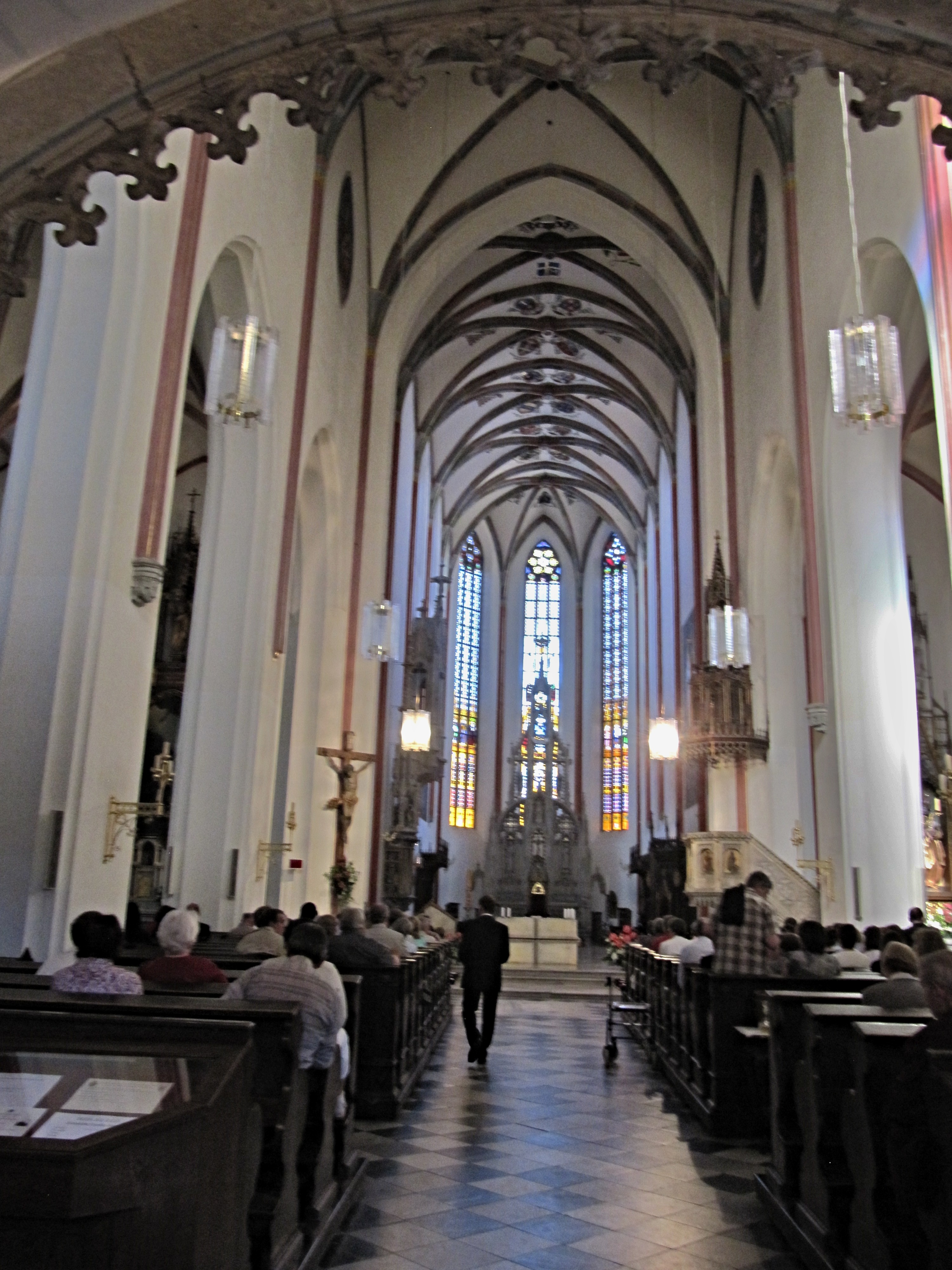
Vista interna